# سوتل (نبات)
السَّوتَل أو فَعْرِيَّة (الاسم العلمي:Dasylirion) (بالإنجليزية: Sotol)‏ هو جنس من النباتات يتبع الفصيلة الهليونية من رتبة الهليونيات.

## أنواع نبات السوتل
- سوتل أزرق الأوراق
- سوتل أملس الأوراق
- سوتل باري
- سوتل بسيط
- سوتل بيرلاندييري
- سوتل تكساني
- سوتل دورانغوي
- سوتل رباعي الزوايا
- سوتل صافي
- سوتل طرفي الأوبار
- سوتل طويل
- سوتل طويل القلم
- سوتل عشبي الأوراق
- سوتل غربي
- سوتل غنتري
- سوتل مكيهواني
- سوتل منشاري الأوراق
- سوتل ويلري
- سوتل بروميلي الأوراق